# اچ‌ام‌سی‌اس گاسپه (جی۹۴)
اچ‌ام‌سی‌اس گاسپه (جی۹۴) (به انگلیسی: HMCS Gaspe (J94)) یک کشتی است که طول آن ۱۶۳ فوت (۴۹٫۷ متر) می‌باشد. این کشتی در سال ۱۹۳۸ ساخته شد.